# Sophie Scholl
Sophie Magdalena Scholl, nemška študentka, * 9. maj 1921, Forchtenberg, Weimarska republika, † 22. februar 1943, München, Tretji rajh.
Bila je članica nemškega odporniškega gibanja proti nacistični diktaturi. Zaradi svojega sodelovanja z uporniško skupino Bela vrtnica (nemško Die Weiße Rose) je bila obsojena na smrt.

## Življenje in delo

### Družina
Sophie Scholl je do leta 1930 odraščala skupaj s svojimi brati in sestrami Inge (1917–1998), Hansom (1918–1943), Elisabeth (rojena 1920) in Wernerjem (1922–1944) v Forchtenbergu, od 1930 do 1932 v Ludwigsburgu in od 1932 dalje v Ulmu. Mati Magdalena (1881–1958), ki je bila do poroke diakonisa, in oče Robert Scholl (1891–1973), liberalec, sta otrokom privzgojila krščansko-humanistične vrednote.

### Čas študija
Tako kot njen dve leti in pol starejši brat Hans, je tudi Sophie Scholl sprva verjela v družbeni ideal, ki so ga propagirali nacisti, ter se zato pridružila nacistični mladinski organizaciji, imenovani Zveza nemških deklet (nem. Bund Deutscher Mädel, kratica BDM). Po bratovem zgledu je zase in za druge organizirala teste poguma in vzdržljivosti, ki so od njih zahtevali, da gredo do roba svojih zmožnosti. Po kongresu stranke NSDAP leta 1936, sta se skupaj z bratom Hansom priključila skupini, imenovani Nemška mladina od 1.11.1929 (nem. Die Deutsche Jugendschaft vom 1.11.1929, poznan predvsem po okrajšavi dj.1.11). Jeseni 1937 je bila skupaj z brati in sestrami zaradi Hansovega nadaljnjega sodelovanja v Mladinski zvezi (nem. Bündische Jugend) za nekaj ur aretirana.
Prav tako leta 1937 je na plesu spoznala štiri leta starejšega Fritza Hartnagela, sina nekega malega podjetnika iz Ulma. Med njegovim šolanjem za oficirja sta si redno dopisovala. Malo pred izbruhom druge svetovne vojne sta v severni Nemčiji skupaj preživela počitnice. Kasneje, ko je Hartnegel svoje izobraževanje nadaljeval v Weimerju, sta nekaj tednov živela skupaj.
Leta 1940 se je v Ulmu udeležila protestantskega seminarja za vzgojiteljice, ki ga je vodila Emma Kretschner. To je storila v upanju, da bi se izognila državni delovni službi (nem. Reichsarbeitsdienst, kratica RAD), ki je bila pogoj za nadaljevanje študija, a se je njen načrt izjalovil. Tako je bila prisiljena pol leta preživeti v državni delovni službi v Krauchenweisu ter pol leta pomagati pri ostalih delih, ki so bila v korist vojski. Sophie Scholl je spomladi leta 1941, medtem ko je služila v RAD, brala dela cerkvenega učitelja sv. Avguština, zaradi česar so jo sodelavke zasmehovale. Tako je v njenem življenju prišlo do preobrata, in ravno od tega trenutka dalje je v Avguštinovih delih našla novo življenjsko orientacijo. Njene izkušnje in vtisi so odpor, ki ga je čutila do nacističnih režimov, samo še okrepili.
Junija 1942 je Sophie začela s študijem biologije in filozofije v Münchnu. V času semestrskih počitnic pa je morala pomagati pri proizvodnji orožja v enem izmed podjetij v Ulmu.

### Bela vrtnica
Prek Hansa, ki je študiral medicino na Univerzi v Münchnu (nem. Ludwig-Maximilians-Universität München), je spoznala študente, ki so njeno odklanjanje nacističnega režima samo še podkrepili. Kljub bratovim poskusom, da bi jo zadržal izven kroga teh odpornikov proti nacionalističnemu režimu, se je Sophie uspelo pridružiti njihovi skupini. Odločena za javno kritiko nacizma, je sodelovala pri izdelavi in deljenju letakov Bele vrtnice.
Člani Bele vrtnice so delili svoje letake, jih puščali v telefonskih govorilnicah in parkiranih avtomobilih, ter jih dajali svojim kolegom, ki so jih nato razdelili še v drugih mestih. Januarja 1943 je Sophie prvič sodelovala pri izdelavi enega izmed teh letakov. Letaki, razdeljeni v Kölnu, Stuttgartu, Berlinu in na Dunaju so povzročili razburjenje, ki je vodilo k intenzivnemu iskanju storilcev. Februarja pa je tajna državna policija gestapo posumila, da so za deljenje letakov odgovorne osebe iz študentskih krogov v Münchnu. Sredi februarja 1943 so izdelali že šesti letak po vrsti s pozivom, da je potrebno strmoglaviti nacistični režim in ustanoviti »novo poduhovljeno Evropo«. S pomočjo grofa Helmutha Jamesa von Moltkeja je letak prišel vse do Združenega kraljestva, kjer so ga jeseni 1943 ponatisnili. Letake so nato britanska letala odvrgla nad Nemčijo, njihovo geslo pa so širili tudi preko oddajnika BBC.

### Aretacija in smrt
18. februarja 1943 sta Sophie in njen brat Hans na Univerzi v Münchnu delila okoli 1700 letakov. Pri tem ju je okoli enajste ure zalotil hišnik Jakob Schmid, član Jurišnega oddelka (nem. Sturmabteilung, kratica SA), in ju predal rektoratu. Univerzitetni svetovalec Ernest Haeffner in rektor Univerze, profesor Walther Wüst, sta ju zasliševala več ur, nato pa je gestapo oba aretiral.
V münchenski centrali gestapa na dvorcu Wittelsbacher Palais v ulici Brienner Straße, je od 18. do 20. februarja vrhovni sekretar za kazniva dejanja, Robert Mohr, zasliševal Sophie. Iz zapisnika gestapa o zaslišanju je razvidno, da je Sophie dosledno skušala zaščititi svoje prijatelje tako, da je sebe in Hansa predstavila kot glavna akterja.
Štiri dni kasneje, 22. februarja, jo je Ljudsko sodišče v Münchnu, v času predsedovanja sodnika Rolanda Freislerja, zaradi »izdaje domovine, pomoči sovražniku, priprave na veleizdajo in spodkopavanja obrambe« obsodilo na smrt. V zaporu München-Stadelheim je rabelj Johann Reichhart, pod nadzorom vodje oddelka za izvršbe deželnega sodišča v Münchnu, Walterja Roemerja, okoli 17. ure Sophie, njenega brata Hansa in 20. februarja aretiranega Christopherja Probsta obglavil z giljotino.

## Pomen
Grobovi Sophie in Hansa Scholla ter Christopherja Probsta so na pokopališču Perlacher Forst (grob št. 73-1-18/19), ki se nahaja poleg kazenskega zavoda v Stadelheimu.
Sophiejina pisma in dnevniški zapisi nam zrcalijo podobo mlade ženske, izredno dojemljive za lepoto narave in globoke krščanske vere. Naslednji citat Jacquesa Maritaina se v njenih pismih večkrat ponovi: »Il faut avoir l'esprit dur et le cœur tendre« (»Potrebno je imeti trdnega duha in mehko srce«). Intenzivno se je ukvarjala s harmonijo duše: »Opažam, da lahko duh (ali razum) divje rasteta, medtem ko duša strada« (Hans Scholl in Sophie Scholl. Pisma in zapiski).
Ob 60. obletnici Sophiejine smrti so objavili pisma, ki sta si jih pisala z njenim zaročencem Fritzom Hartnaglom.

## Spominska obeležja
- Po Hansu in Sophie Scholl so v Nemčiji poimenovali več ulic.
- Leta 1964 ji je Nemška zvezna pošta posvetila znamko, ki jo je zasnoval nemški grafik Gerd Artez.

## Filmi in predelave za oder
Njeno življenjsko zgodbo so že večkrat prikazali na filmskem platnu in uprizorili na odru.
Lena Stolze je leta 1982 igrala lik Sophie Scholl kar v dveh filmih: Bela vrtnica (v originalu Die weiße Rose) režiserja Michaela Verhoevena in Pet zadnjih dni (v originalu Fünf letzte Tage) režiserja Percyja Adlona.
Leta 2005 se je na platnih pojavil film Zadnji dnevi Sophie Scholl režiserja Marca Rothemunda, ki je film posnel po scenariju Freda Breinersdorferja z Julio Jentsch v glavni vlogi. 2006 je bil omenjeni film nominiran za oskarja za najboljši tujejezični film.
28. februarja 2008 je bila v gledališču Schauspielhaus Salzburg premiera odrske različice Breinersdorferjevega scenarija Zadnji dnevi Sophie Scholl, ki je potekala pod vodstvom Betty Hensel.

## Dela
- Hans Scholl in Sophie Scholl. Pisma in zapiski, 1989. Odlomek iz dela je izšel leta 1991 pod naslovom: Iz pisem in zapiskov Hansa in Sophie Scholl. (Hans Scholl und Sophie Scholl. Briefe und Aufzeichnungen., 1989). V: Gledališki list, Opera in balet ISSN: C500-0033 ; 1580-3376.- 44 (april 1990/91), str. 24-37. Ilustr.
- Da se ne izgubiva. Dopisovanje. (Damit wir uns nicht verlieren. Briefwechsel 1937–1943.) – (skupaj s Fritzom Hartnaglom)